# Willie Britto
Pour les articles homonymes, voir Britto (homonymie).
Willie Britto, né le 15 décembre 1996 à Tapéguhé, est un footballeur international ivoirien, qui joue au poste d'arrière droit à l'ISCA.

## Biographie

### En club
Avec le club de l'AS Tanda, il participe à la Ligue des champions d'Afrique en 2017. Il joue la double confrontation face à l'Étoile sportive du Sahel rentrant dans le cadre du premier tour.
Après une longue indisponiblité en raison d'une blessure, il rejoint en septembre 2023 le Mosta Football Club dans le championnat de Malte.

### En équipe nationale
Avec les moins de 20 ans, il participe à la Coupe d'Afrique des nations junior en 2015. Lors de cette compétition organisée au Sénégal, il joue trois matchs. Avec un bilan de trois nuls, la Côte d'Ivoire est éliminée dès le premier tour.
Il joue son premier match en équipe de Côte d'Ivoire le 25 octobre 2014, en amical contre la Zambie (score : 1-1).
En début d'année 2016, il participe au championnat d'Afrique des nations organisée au Rwanda. Lors de cette compétition, il joue trois matchs. La Côte d'Ivoire se classe troisième du tournoi, en battant la Guinée lors de la "petite finale".
Par la suite, en début d'année 2018, il participe à la seconde fois au championnat d'Afrique des nations, organisée cette fois-ci au Maroc. Avec un bilan d'un nul et deux défaites, la Côte d'Ivoire est éliminée dès le premier tour.

## Statistiques

### En club

#### Parcours professionnel
| Saison                | Club                  | Championnat           | Championnat | Championnat | Championnat | Coupe(s) nationale(s) | Coupe(s) nationale(s) | Coupe(s) nationale(s) | Compétition(s) continentale(s) | Compétition(s) continentale(s) | Compétition(s) continentale(s) | Compétition(s) continentale(s) | Côte d'Ivoire | Côte d'Ivoire | Côte d'Ivoire | Total | Total | Total |
| Saison                | Club                  | Division              | M.          | B.          | P.d.        | M.                    | B.                    | P.d.                  | Comp.                          | M.                             | B.                             | P.d.                           | M.            | B.            | P.d.          | M.    | B.    | P.d.  |
| 2019-2020             | FC Zurich             | Super League          | 19          | 0           | 0           | 2                     | 0                     | 0                     | -                              | -                              | -                              | -                              | -             | -             | -             | 21    | 0     | 0     |
| 2020-2021             | FC Zurich             | Super League          | -           | -           | -           | 1                     | 0                     | 0                     | -                              | -                              | -                              | -                              | -             | -             | -             | 1     | 0     | 0     |
| Sous-total            | Sous-total            | Sous-total            | 19          | 0           | 0           | 3                     | 0                     | 0                     | -                              | -                              | -                              | -                              | -             | -             | -             | 22    | 0     | 0     |
| 2020-2021             | FK Pohronie (prêt)    | Super Liga            | 1           | 0           | 0           | -                     | -                     | -                     | -                              | -                              | -                              | -                              | -             | -             | -             | 1     | 0     | 0     |
| Sous-total            | Sous-total            | Sous-total            | 1           | 0           | 0           | -                     | -                     | -                     | -                              | -                              | -                              | -                              | -             | -             | -             | 1     | 0     | 0     |
| Total sur la carrière | Total sur la carrière | Total sur la carrière | 20          | 0           | 0           | 3                     | 0                     | 0                     | -                              | 0                              | 0                              | 0                              | 0             | 0             | 0             | 23    | 0     | 0     |

### En sélection nationale
| Saison                | Sélection             | Campagne              | Phases finales | Phases finales | Phases finales | Éliminatoires | Éliminatoires | Éliminatoires | Matchs amicaux | Matchs amicaux | Matchs amicaux | Total | Total | Total |
| Saison                | Sélection             | Campagne              | M              | B              | Pd             | M             | B             | Pd            | M              | B              | Pd             | M     | B     | Pd    |
| --------------------- | --------------------- | --------------------- | -------------- | -------------- | -------------- | ------------- | ------------- | ------------- | -------------- | -------------- | -------------- | ----- | ----- | ----- |
| 2014-2015             | Côte d'Ivoire         | CAN 2015              | -              | -              | -              | -             | -             | -             | 1              | 0              | 0              | 1     | 0     | 0     |
| 2015-2016             | Côte d'Ivoire         | CHAN 2016             | 2              | 0              | 0              | 1             | 0             | 0             | -              | -              | -              | 3     | 0     | 0     |
| 2016-2017             | Côte d'Ivoire         | CAN 2017              | -              | -              | -              | -             | -             | -             | 1              | 0              | 0              | 1     | 0     | 0     |
| 2017-2018             | Côte d'Ivoire         | CHAN 2018             | 3              | 0              | 0              | 2             | 0             | 0             | -              | -              | -              | 5     | 0     | 0     |
| 2018-2019             | Côte d'Ivoire         | CAN 2019              | -              | -              | -              | -             | -             | -             | 1              | 0              | 0              | 1     | 0     | 0     |
| Total sur la carrière | Total sur la carrière | Total sur la carrière | 5              | 0              | 0              | 3             | 0             | 0             | 3              | 0              | 0              | 11    | 0     | 0     |

### Matchs internationaux
| Matchs internationaux de Willie Britto | Matchs internationaux de Willie Britto | Matchs internationaux de Willie Britto         | Matchs internationaux de Willie Britto | Matchs internationaux de Willie Britto | Matchs internationaux de Willie Britto | Matchs internationaux de Willie Britto                  |
| #                                      | Date                                   | Lieu                                           | Adversaire                             | Résultat                               | Compétition                            | Notes                                                   |
| -------------------------------------- | -------------------------------------- | ---------------------------------------------- | -------------------------------------- | -------------------------------------- | -------------------------------------- | ------------------------------------------------------- |
| 1                                      | 25 octobre 2014                        | National Heroes Stadium, Lusaka, Zambie        | Zambie                                 | 1 - 1                                  | Match amical                           | Titulaire.                                              |
| 2                                      | 18 octobre 2015                        | Baba Yara Stadium, Kumasi, Ghana               | Ghana                                  | 2 - 1                                  | Qualifications au CHAN 2016            | Titulaire.                                              |
| 3                                      | 4 février 2016                         | Stade de Kigali, Kigali, Rwanda                | Mali                                   | 1 - 0                                  | CHAN 2016                              | Entre en jeu à la place de Marc Goua à la 44e minute.   |
| 4                                      | 7 février 2016                         | Stade Amahoro, Kigali, Rwanda                  | Guinée                                 | 1 - 2                                  | CHAN 2016                              | Titulaire.                                              |
| 5                                      | 31 mai 2017                            | Stade Robert-Champroux, Abidjan, Côte d'Ivoire | Bénin                                  | 1 - 1                                  | Match amical                           | Entre en jeu à la place de Marc Goua à la 46e minute.   |
| 6                                      | 13 août 2017                           | Stade Général-Seyni-Kountché, Niamey, Niger    | Niger                                  | 2 - 1                                  | Qualifications au CHAN 2018            | Titulaire.                                              |
| 7                                      | 19 août 2017                           | Stade Robert-Champroux, Abidjan, Côte d'Ivoire | Niger                                  | 1 - 0                                  | Qualifications au CHAN 2018            | Titulaire.                                              |
| 8                                      | 14 janvier 2018                        | Grand stade de Marrakech, Marrakech, Maroc     | Namibie                                | 0 - 1                                  | CHAN 2018                              | Titulaire.                                              |
| 9                                      | 18 janvier 2018                        | Grand stade de Marrakech, Marrakech, Maroc     | Zambie                                 | 0 - 2                                  | CHAN 2018                              | Titulaire.                                              |
| 10                                     | 22 janvier 2018                        | Grand stade de Marrakech, Marrakech, Maroc     | Ouganda                                | 0 - 0                                  | CHAN 2018                              | Titulaire.                                              |
| 11                                     | 10 septembre 2019                      | Stade Robert-Diochon, Rouen, France            | Tunisie                                | 1 - 2                                  | Match amical                           | Entre en jeu à la place de Seko Fofana à la 97e minute. |

## Palmarès
- Troisième du championnat d'Afrique des nations en 2016 avec l'équipe de Côte d'Ivoire
- Vainqueur de la Coupe de l'UFOA en 2017 avec l'AS Tanda
- Champion de Côte d'Ivoire en 2016 avec l'AS Tanda
- Finaliste de la Coupe de Côte d'Ivoire en 2017 avec l'AS Tanda
- Vainqueur de la Super Coupe Félix Houphouët-Boigny en 2016 avec l'AS Tanda